# 索爾特里弗鎮區 (密蘇里州奧德雷恩縣)
索爾特里弗鎮區（英語：Salt River Township）是位於美國密蘇里州奧德雷恩縣的一個行政鎮區。

## 地方資料
索爾特里弗鎮區的面積為289.30平方千米，當中陸地面積為286.94平方千米，而水域面積為2.36平方千米。根據2020年美國人口普查的數據，當地共有人口9398人，而人口密度為每平方千米32.49人。